# Dugny

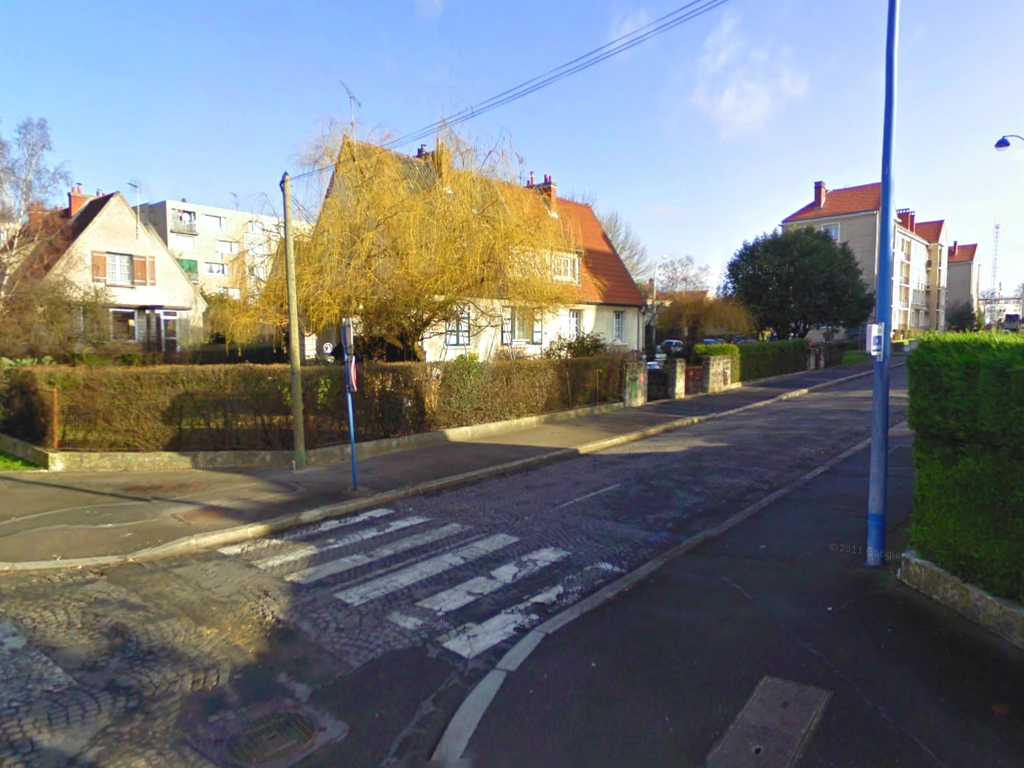

Dugny is een gemeente in het Franse departement Seine-Saint-Denis (regio Île-de-France) en telt 10.336 inwoners (2004). De plaats maakt deel uit van het arrondissement Bobigny.

## Geografie
De oppervlakte van Dugny bedraagt 3,9 km², de bevolkingsdichtheid is 2650,3 inwoners per km².
De onderstaande kaart toont de ligging van Dugny met de belangrijkste infrastructuur en aangrenzende gemeenten.

## Demografie
Onderstaande figuur toont het verloop van het inwonertal (bron: INSEE-tellingen).